# Ralph Abernathy
Ralph Abernathy, född 11 mars 1926 i Linden, Alabama, död 17 april 1990 i Atlanta, Georgia, var en amerikansk svart medborgarrättskämpe.
Tillsammans med Martin Luther King grundade han 1957 Southern Christian Leadership Conference (SCLC). Han valdes till ledare för organisationen 1968 efter mordet på Martin Luther King. Abernathy var anhängare till icke-våldsprincipen och anordnade hungermarscher och strejker med avsikt att tvinga fram ekonomisk och social likställdhet. Abernathy lämnade ledarskapet för SCLC 1973.